# 港区立高輪台小学校
港区立高輪台小学校（みなとくりつ たかなわだいしょうがっこう）は、東京都港区高輪に位置する区立小学校である。

## 概要
1935年（昭和10年）に市立高輪台小学校として開校。当時としては珍しい洋風建築の白い校舎が特徴で、東洋一の校舎と呼ばれた。また、当時は現在の港南側まで広がる埋立地が無かったことから、教室から太平洋を間近に臨むことが出来たと言われている。団塊の世代が在籍していた1960年（昭和35年）前後には3,000名以上の児童が在籍し、正規の教室では賄い切れないほどであった。校歌にも歌われているが、かつては人工芝と保健室の境に巨大な松の木があった。
校舎は戦時中に建てられたこともあって、防空壕もいくつか存在する。体育館に置かれている鏡の裏は、防空壕への入り口になっている。また、放送室の人工芝側に設置されている倉庫も、防空壕の役割を果たすものであった。また東京がアメリカ軍の空襲にさらされていた頃には、校舎全体を白地と青の太い帯で迷彩塗装とした。この塗装色はそのまま1965年（昭和40年）頃まで放置されたのち、本来の白一色に塗り戻された。
立地条件が港区高輪という地域柄、少数ながら外国人子弟の姿も見られる。
給食は、1989年（昭和64年）までは完全パン食であったが、その後改築工事が行われ、現在は米飯も出される。因みに、同校のパンは全て自前で賄っていたが現在はおこなわれていない。
校舎内の階段の手摺が色分けされているのも特徴の一つで、赤階段、青階段、白階段、黄色階段などと呼ばれている。
2002年度（平成14年度）2学期から2004年度（平成16年度）3学期の間、校舎改築工事のため仮校舎へ移転した。仮校舎は、隣町である三田にある、2001年（平成13年）の統合により三田中学校となった旧・芝浜中学校の校舎をそのまま再利用した。

## 沿革
- 1935年（昭和10年） - 市立高輪台小学校として開校

## 文化財
都選定歴史的建造物
学校、建築物。時代:昭和前、年代:1935年（昭和10年）。構造及び形式等:鉄筋コンクリート造3階建。設計者:東京市。選定年:2005年（平成17年）。
関東大震災後に建築された復興小学校の最後期の校舎。ガラス面を多くとった階段室や教室は、直線的なデザインで構成されており、モダニズム建築の先駆けといわれる。2005年（平成17年）3月に耐震補強などの改修工事を行った。

## 教育方針
教育目標
心も からだも 健康な子
「すすんで学びがんばる子」「責任を果たし 助け合う子」「美しいものを 大切にする子」
小学校の児童数と教員数
| 年度     | 児童総数 | 1年生 | 2年生 | 3年生 | 4年生 | 5年生 | 6年生 | 教員数 | 職員数 |
| -------- | -------- | ----- | ----- | ----- | ----- | ----- | ----- | ------ | ------ |
| 平成23年 | 478人    | 78人  | 93人  | 75人  | 66人  | 83人  | 83人  | 25人   | 5人    |
| 平成24年 | 476人    | 80人  | 77人  | 93人  | 76人  | 66人  | 84人  | 24人   | 4人    |
| 平成25年 | 476人    | 90人  | 79人  | 75人  | 90人  | 75人  | 67人  | 23人   | 5人    |
| 平成26年 | 511人    | 99人  | 90人  | 84人  | 77人  | 87人  | 74人  | 25人   | 6人    |
| 平成27年 | 520人    | 86人  | 100人 | 91人  | 83人  | 77人  | 83人  | 25人   | 6人    |
| 平成28年 | 525人    | 93人  | 84人  | 102人 | 93人  | 78人  | 75人  | 26人   | 5人    |
| 平成29年 | 565人    | 114人 | 92人  | 84人  | 104人 | 92人  | 79人  | 28人   | 6人    |
| 平成30年 | 591人    | 99人  | 118人 | 96人  | 82人  | 102人 | 94人  | 29人   | 5人    |
| 令和元年 | 635人    | 134人 | 100人 | 114人 | 97人  | 86人  | 104人 | 28人   | 6人    |
| 令和2年  | 656人    | 122人 | 136人 | 99人  | 114人 | 96人  | 89人  | 28人   | 6人    |
| 令和3年  | 691人    | 129人 | 115人 | 136人 | 98人  | 116人 | 97人  | 31人   | 5人    |
| 令和4年  | 708人    | 121人 | 130人 | 108人 | 132人 | 102人 | 115人 | 33人   | 6人    |
| 令和5年  | 747人    | 155人 | 119人 | 129人 | 104人 | 139人 | 101人 | 34人   | 7人    |

校歌
- 作詞：北原白秋
- 作曲：山田耕筰

服装
制服は無く、基本的に自由である。
朝礼
午前8:30から行われ、曜日によって内容が異なる。
月曜は、全校朝会、
火は、朝会なし
水は、高学年or全体体育朝会　（今はなし）
木曜はわくわくタイム（縦割り班もやることがある）（今は存在しない　2022現在）
金曜は音楽朝会と児童集会。
体育朝会以外は、室内でやる。雨天の場合は中止。　（今はオンラインでおこなっている）
週が火曜から始まる（月が祝日など）の場合は、放送で全校朝会をする。
授業
月・木・金曜日は、基本的に6時間授業であるが、
火曜日は7時間(朝礼・掃除なしなど少し時間を繰り上げる) （今はなし）
水曜は1～4年生4時間だが5·6年生は5時間授業　またクラブ(4年生以上)や委員会(5年生以上)がある
音楽室
歴代校長の方針もあり、なぜか音楽の教育に力が注がれている。「第1音楽室」「第2音楽室」と音楽専用の教室だけで2部屋も設置されており、楽器を置くための部屋も別に設けられている。2名配置できる専科の教員枠に関しても、一時は音楽に2名を配置していた時期もあった。その当時は、家庭科の教員は置かなかったことから、担任の教師が家庭科も教えていた。
しかし、今は音楽室は一つしか存在していない。
黙認された違法建築
かつて、一般教室や視聴覚教室が旧体育館の上にも設置されていたが、これらは違法建築であった。しかし、元々存在していた教室ではなく、ベビーブームの影響によって児童の数が急に増えてしまい、教室が足りなくなってしまったために急遽増築したことによるものである。学校を新しく作る作業も決して容易ではないため、黙認されたという見方が強い。なお、当該教室は、児童数減少により不要となったため、後に撤去された。
委員会
委員会は、
運営・保健給食・運動・環境・図書・栽培など

## 学校行事
展覧会と学芸会
毎年交互に開催される。時期は10～11月頃。
運動会
毎年恒例の行事であるが、行われる時期は年度によって異なる。優勝は紅白2チームで争う。紅白はクラス内でチーム分けされ、各々が参加する各種競技の順位等でポイントを加算していく方式。
林間学校と臨海学校
林間学校は移動教室と呼ばれており、箱根へ行くことが定番になっている。箱根移動教室と呼ばれている。彫刻の森美術館への訪問や金時山登山などが行われる。全員必須参加。一方の臨海学校は任意参加である。千葉の岩井海岸へ行く。花火大会に肝試し大会やスイカ割り、遠泳などが行われる。

## 通学区域
住所別通学区域（平成27年4月1日から適用）
| 高輪一丁目 | 高輪二丁目 - 四丁目 |
| ---------- | ------------------- |
| 6 - 27番   | 全域                |

進学先中学校（平成27年4月1日から適用）
| 小学校学校名       | 中学校学校名     |
| ------------------ | ---------------- |
| 港区立高輪台小学校 | 港区立高松中学校 |

卒業生の半分程度は高松中学校へ進学するが、中学受験を行う者も多く、地域柄、麻布中学校などへの進学者も見られる。

## 交通
鉄道
- JR山手線 - 品川駅より徒歩10分、目黒駅より徒歩20分。2020年には高輪ゲートウェイ駅が最寄り駅に加わる。
- 都営浅草線 - 泉岳寺駅より徒歩8分

## 歴代校長
- 初代 - 佐藤友助（1935年3月 - 1945年8月？）
- 2代 - 稲葉一郎（1945年9月29日 - 1952年9月）
- 3代 - 渡邉陸三（1952年10月 - 1960年3月）
- 4代 - 堀内泉（1960年4月 - 1966年3月）
- 5代 - 井草知三（1966年4月 - 1971年3月）
- 6代 - 宮之原和親（1971年4月 - 1979年3月）
- 7代 - 天野哲男（1979年4月 - 1984年3月）
- 8代 - 田畑實（1984年4月 - 1989年3月）
- 9代 - 大久保節夫（1989年4月 - 1992年3月）
- 10代 - 梅田庸夫（1992年4月 - 1995年3月）
- 11代 - 外山義郎（1995年4月 - 1998年3月）
- 12代 - 武内宗一（1998年4月 - 2003年3月）
- 13代 - 石郷岡悦子（2003年4月 - 2007年3月）
- 14代 - 井上文敏（2007年4月 - 2014年3月）
- 15代 - 篠原敦子（2014年4月 - 2019年3月）
- 16代 - 細川力（2019年4月 - 2024年3月）
- 17代（現職） - 森勇人（2024年4月 - ）

## 関係者
出身者
- 大堀弘
- 夏目房之介
- 関根勤
- 有賀さつき
- 黒木じゅん
- 西澤健治